# Martin Wallström
Martin Wallström, nome completo Carl Martin Gunnar Wallström Milkéwitz (Uddevalla, 7 luglio 1983), è un attore svedese.
È conosciuto per il ruolo di Tyrell Wellick nella serie TV di successo Mr. Robot prodotta da USA Network e in onda dal 2015.

## Filmografia

### Cinema
- Hela Härligheten (1998)
- Before the Storm (2001)
- Ingen återvändo (2001) Cortometraggio
- Hannah med H (2003)
- Du & jag (2006)
- Eldsdansen (2008)
- Arn - Riket vid vägens slut (2008)
- Johan Falk:GSI - Gruppen för särskilda insatser (2009)
- Johan Falk - Vapenbröder (2009)
- Pure (Till det som är vackert), regia di Lisa Langseth (2009)
- Sebbe (2010)
- Pax (2010)
- I rymden finns inga känslor (2010)
- Beyond the Border (2011)
- Maria Wen - Drömmar ur snö (2011)
- Ego (2013)
- Easy Money III: Life Deluxe (2013)
- Stockholm Stories (2014)
- Remake (2014)
- Nirbashito (2015)
- Ashes in the Snow (2017)
- La ragazza delle renne (Stöld), regia di Elle Márjá Eira (2024)

### Televisione
- 100 Code - serie TV, 12 episodi (2015)
- Mr. Robot - serie TV (2015-2019)

## Video musicali

### Attore
- I Am Above - In Flames (2018)